# Grät

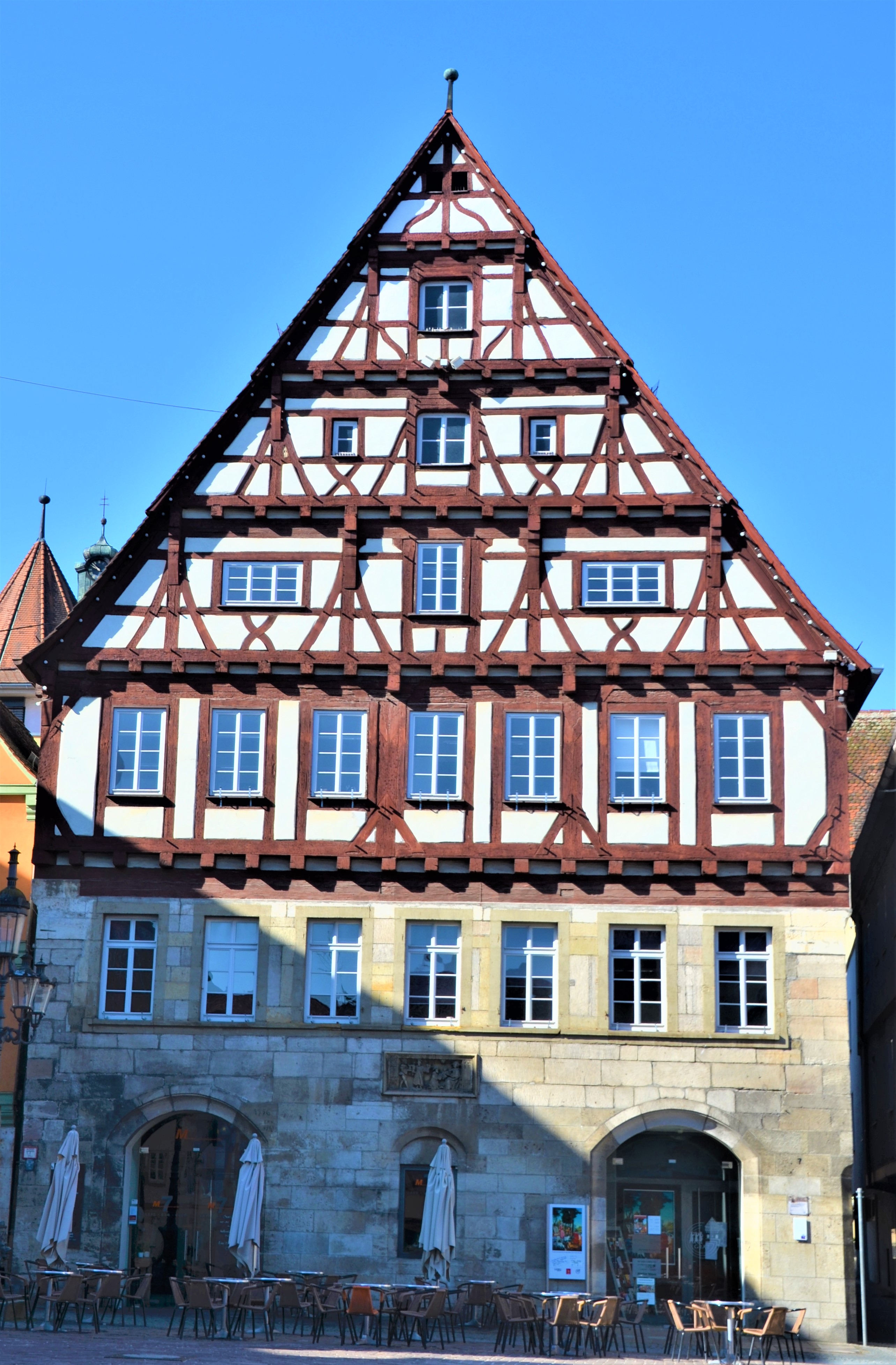
Ansicht der Grät vom Marktplatz

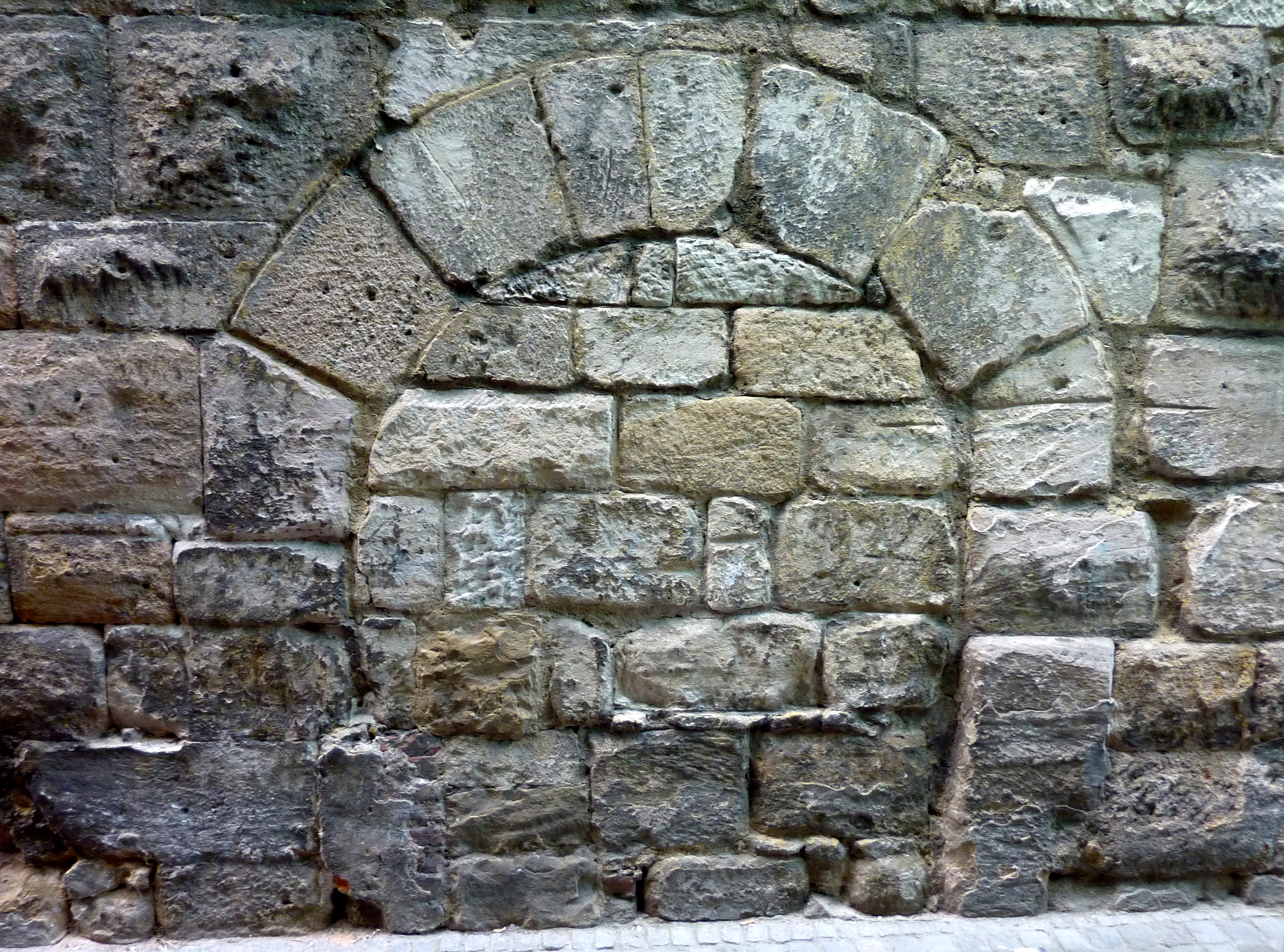
Stauferzeitliche Buckelquader und zugemauertes romanisches Portal an der Nordwand

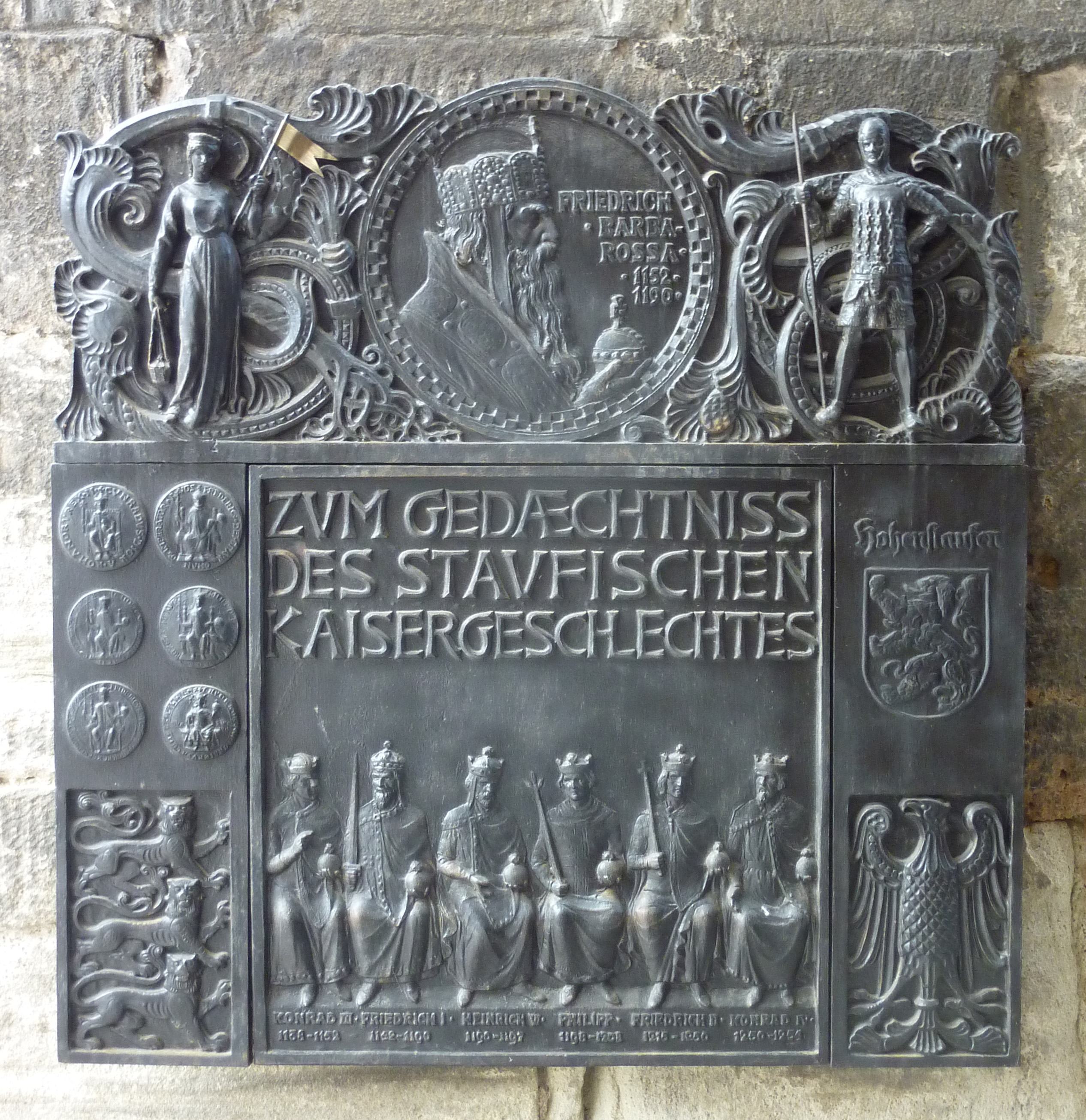
Gedenktafel an die Staufer an der Nordwand

Die Grät ist ein Fachwerkhaus am Marktplatz in Schwäbisch Gmünd, das ehemals die Funktion eines Kaufhauses sowie städtische Verwaltungsfunktionen erfüllte. Der Name ist von den treppenförmigen Gerüsten oder Schrannen abgeleitet, wo die Waren angeboten wurden.

## Geschichte
Die Nordmauer mit stauferzeitlichem Buckelquaderwerk weist auf einen Ursprung im 13. Jahrhundert hin.
Bei der Grät handelt es sich wahrscheinlich um das 1386 erwähnte Kaufhaus. 1431 wird von einem Gericht in der Grät berichtet, weitere Erwähnungen aus dem 15. und 16. Jahrhundert deuten, neben der Kaufhausfunktion, auch auf eine städtische Verwaltungsfunktion hin, ist von Zeugen, Notaren und Ratsherren in der Grät die Rede. In der Grät befindet sich ein Bau, der häufig aufgrund seines Grundrisses und den mächtigen Mauern als Turm bezeichnet wurde. Dabei wurde zum Teil davon ausgegangen, dass dieser aus der Zeit des Gmünder Glockenturms stamme. Analysen zeigten, dass er aber vermutlich erst im 15. Jahrhundert als Tresorraum errichtet wurde.
An der Grät getätigte Baumaßnahmen sind erst seit 1536 überliefert, so wurde Mitte des 16. Jahrhunderts der Giebel und Dachstuhl teilweise erneuert, wobei Baumaßnahmen am Westgiebel auf das 15. Jahrhundert datiert werden. Dominikus Debler berichtet 1804 über das Inventar der Grät, wo unter anderem Zubehör eines Verkaufsraumes gelistet werden, so Balkenwaage, eine Butterwaage, ein Messviertel diverse Zuber und die Marktfahne. Aber auch das Stadtzepter, Kaiserportraits, Wappenformen etc. wurden von Debler aufgelistet. Von 1809 berichtet Debler, dass man eine Rüstkammer in der Grät geleert habe, wobei allerlei veraltete Waffen gefunden wurden, die zum Teil veräußert worden sind.
Zur Zeit der Säkularisation 1802, diente die Grät als Sammelstelle des Kirchensilbers und der Glocken aus den säkularisierten Klöstern der Stadt. 1828 bis 1832 wurden Umbaumaßnahmen vorgenommen, 1863 wurde das markante spätgotische Dreikönigsrelief an der Fassade, zum Marktplatz hin, angebracht. 1928 wurde unter Oberbürgermeister Karl Lüllig die Fassade restauriert und dabei das Fachwerk freigelegt, 1954 geschah dies an der Westfassade. 1973 bis 1975 kam es abermals zu Baumaßnahmen an der Grät, so wurde im Erdgeschoss ein Passageneinbau vorgenommen und Ladenräume geschaffen. Auch die Malereien im Tresorraum wurden restauriert und ergänzt. Heute befindet sich unter anderem Gastronomie in der Grät.
In der Grät befindet sich seit April 2017 das Panoramamuseum Schwäbisch Gmünd mit Werken von Hans Kloss.

## Dreikönigsrelief

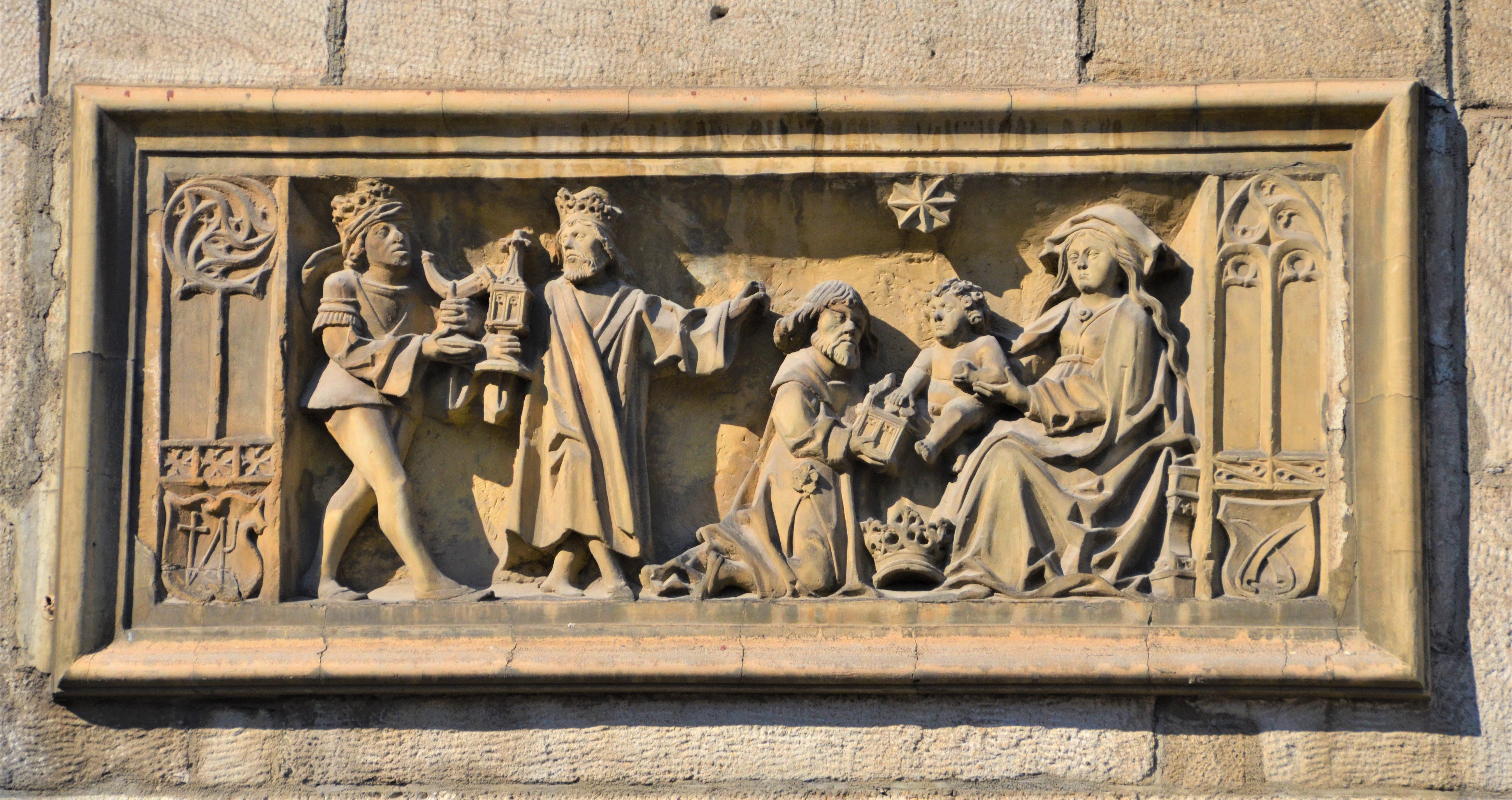
Dreikönigsrelief

Das aufwendig gearbeitete, spätgotische Dreikönigsrelief stammt von um 1500 und zeigt die Heiligen drei Könige umgeben von Maßwerk und Wappen. Es stammt vermutlich vom Kappelturm (von Kapellturm), wo es daran erinnern sollte, dass die Gebeine der Heiligen drei Könige, bei ihrer Überführung von Mailand nach Köln, eine Nacht in der Stadt gelagert haben. Bis 1863 war dieses Relief dann am Haus Marktplatz 17 angebracht, bevor es dann die Fassade der Grät schmückte.